# Cletopsyllus bacescui
Cletopsyllus bacescui is een eenoogkreeftjessoort uit de familie van de Cletopsyllidae. De wetenschappelijke naam van de soort is voor het eerst geldig gepubliceerd in 1976 door Marcus.